# Rosa mulliganii
Espèce
Rosa mulliganii est une espèce de plantes à fleurs de la famille des Rosaceae. C'est un rosier grimpant, classé dans la section des Synstylae,  originaire du sud de la Chine.
Cette espèce, non reconnue par les flores chinoises, aurait été décrite d'après des plantes poussant au jardin botanique de Wisley, probablement collectées par Forrest au Yunnan.

## Description[2]
C'est un rosier grimpant très vigoureux, dont les tiges sont munies de gros aiguillons crochus.
Les feuilles imparipennées ont 5 à 7 folioles  lancéolée-acuminée, longs de 6 cm, à bords dentelés.
Les fleurs, blanc pur, très odorantes, de 4 à 6 cm de diamètre, simples, sont regroupées en corymbes.
Les petits fruits sont ronds, rouges et brillants.

## Utilisation
Cette espèce est parfois cultivée et vendue à la place et sous le nom de Rosa longicuspis.
L'hybride spontané, 'Sir Cedric Morris' découvert dans son jardin par Sir Cedric Morris et introduit par Peter Beales en 1979 est un hybride spontané avec Rosa glauca très florilège, aux fleurs très parfumées, simples, groupées en grands corymbes paniculés